# عدم تقبل الذات
عدم تقبل الذات: أي عدم تقبل الصفات والسمات والشخصية بشكل عام (عدم تقبل الإنسان نفسه) وهذا يولد العديد من الصفات السلبية مثل: بغض الناس والكراهية والعمل في معظم الأحيان لقهر الناس وقد ينتج لأسباب كثيرة منها:
1. عدم الثقة بالنفس (الثقة تتراوح بين 0%-33.8%) تقريباً
2. التربية الخاطئة التي تكون بالضرب والعنف
3. استخدام العبارات المهينة التي تؤدي إلى شعور الفرد بالنقص والذل وغيرها.

وهذه معظم الأسباب التي تؤدي إلى احتقار الفرد نفسه، وتكون أحيانا بتعدد شخصيات الإنسان، وتقلب مزاجه فتجده يوما بشوشاً ويوما حزينا وغيرها، ويكون الفرد في معظم الأوقات نادما على تصرفات فعلها حتى لو لم تكن موضعًا للندم، أما السبب الثاني: التربية الخاطئة، التي تكون بالضرب والعنف وهي تنتج غالبا عن الجهل، أما السبب الثالث: استخدام العبارات المهينة التي تؤدي إلى شعور الفرد بالنقص والذل، والتي تسبب احتقار الشخص لنفسه وعدم تقبله لها، ونلاحظ أن القاسم المشترك بين جميع الأسباب الثلاثة هو غالبا الذل، الذي يؤدي إلى الاحتقار والرهاب والخوف من المواجهة والخجل والكآبة وغيرها، ويقع تجنب هذه الأسباب وغيرها من الأسباب التي تؤدي إلى شعور الفرد بالنقص والاحتقار للذات وعدم تقبلها، على عاتق الأهل والمربين بداية، وعلى عاتق الفرد نفسه ثانيا.